# Radekhiv
Radekhiv (ukrainsk: Раде́хів; polsk: Radziechów) er en by i det vestlige Ukraine med 9.746 (2021) indbyggere.
Byen ligger i Tjervonohrad rajon (distrikt) i Lviv oblast (region) i Ukraine. Den er sæde for administrationen af Radekhiv urban hromada, en af hromadaerne i Ukraine. Indtil den 18. juli 2020 var Radekhiv det administrative centrum for Radekhiv rajon. Rajonen blev nedlagt i juli 2020 som led i den administrative reform i Ukraine, der reducerede antallet af rajoner i Lviv oblast til syv. Området i Radekhiv rajon blev slået sammen med Tjervonohrad rajon.

## Kendte fra byen
Ed Stelmach, premierminister i den canadiske provins Alberta fra 2006 til 2011, nedstammer fra indvandrere, der ankom til Canada fra Radekhiv. Byen er fødested for den polske advokat og regeringsminister Kazimierz Wladyslaw Kumaniecki, den polske diplomat Marian Szumlakowski og den polske kunsthistoriker Juliusz Ross.

## Galleri
- Rådhus
- Gammelt bryggeri
- Trækirke i Radekhiv